# Ciortești (gmina)
Ciortești – gmina w Rumunii, w okręgu Jassy. Obejmuje miejscowości Ciortești, Coropceni, Deleni, Rotăria i Șerbești. W 2011 roku liczyła 3979 mieszkańców.